# Локе (Стража)
Локе (словен. Loke) — поселення в общині Стража, регіон Південно-Східна Словенія, Словенія.